# Fritz Hasselblad
Fritz Victor Hasselblad, född 8 april 1816 i Stöpsjön, Nordmarks socken, död 29 december 1893 i Göteborg, var en svensk grosshandlare verksam i Göteborg.

## Biografi
Fritz Hasselblad var son till den värmländske bruksägaren Arvid Hasselblad (1777–1819) och Christina Geijer, men blev faderslös vid tre års ålder och måste på grund av familjens fattigdom redan 1829 lämna hemmet och försörja sig som bodbiträde i Örebro och Linköping. Tiden 1832–1841 var han anställd i Göteborg vid firman C. A. Holm & Co., där han snabbt avancerade.
År 1841 startade Hasselblad en egen affärsrörelse i korta varor under firmanamnet F. W. Hasselblad & Co.. Firman handlade främst med importerade varor i parti och minut. Hasselblad ägde 1841–1865 firman ensam och tillsammans med delägare 1857–1871 innan han drog sig tillbaka och efterträddes av sonen Victor Hasselblad. Affären hade då vuxit till ett stort och mångsidigt företag. Hasselblad var en av stiftarna av AB Ceres 1880 och ledamot av dess styrelse och biträdande direktör 1880–1884 samt sedan bolaget ombildats och flyttats till Stockholm biträdande direktör för filialkontoret i Göteborg 1884–1893. Hasselblad åtnjöt ett högt anseende i Göteborg för sina ärliga affärsmetoder.
Han gifte sig 1843 med Susen Kjellberg och de fick flera barn av vilka Fritz Oskar och Arvid Viktor efterträdde honom i firman. Han var farfar till Karl Erik Hasselblad.